# Kolonia Brzezina
Kolonia Brzezina - dawna kolonia znajdująca się w Świętochłowicach. Obecnie nie istnieje, a znajdowała się na terenie dzisiejszego Chropaczowa. 
Kolonia usytuowana była na północ od dzisiejszego stawu Wąwóz (skrzyżowanie ul. Bytomskiej i Stawowej) i w okolicach dzisiejszego przystanku tramwajowego Chropaczów Osiedle Na Wzgórzu. Znajdowała się w niej jedna z trzech chropaczowskich karczm. Na terenie Brzeziny powstała w 1795 roku pierwsza na terenie dzisiejszego miasta szkoła, do której uczęszczały dzieci z Świętochłowic, Chropaczowa i Łagiewnik. Budynek szkoły w 1866 sprzedano karczmarzowi Goldmannowi. 
Kolonia Brzezina zniknęła na skutek szkód górniczych w 1909 roku. Od nazwy kolonii pochodzi oficjalna nazwa pobliskiego osiedla, wybudowanego w latach 80. XX wieku, aczkolwiek wśród mieszkańców nie przetrwała pamięć o dawnej kolonii. Brzezina, w czasach świetności, wielkością dorównywała sąsiednim koloniom, tj. Piaśnikom, czy Szarlocińcowi. Niemniej zabudowa była bardziej chaotyczna i przypadkowa, co ma uzasadnienie w nieprzemysłowym pochodzeniu kolonii. W pobliżu kolonii znajdowały się dwie cegielnie.